# Відукінд Саксонський
Відукінд (нім. Widukind, Wittekind) — знаменитий вождь саксів.

## Ім'я
Його ім'я буквально перекладається як «Дитя лісу» (метафорична назва вовка).

## Історія
Організував повстання проти Карла Великого. Вперше виступив як герцог (вождь) саксів в той час, коли Карл воював в Італії з лангобардами. Спочатку Відукінд діяв успішно, але потім Карл розбив саксів в декількох боях і примусив саксонські племена до покори. Відукінд врятувався втечею і в 776 році підняв нове повстання. Коли Карл знову з'явився з великими силами, сакси вирішили служили йому на сеймі в Падерборні (777 рік), виявили бажання хреститися і погодилися платити податки і десятину. Відукінд, що не хотів скоритися франкам, втік до ютського короля Зігфріда, на сестрі якого Відукінд був одружений. Під час походу Карла в Іспанію вторгся у прирейнські землі. Повернення Карла змусило його до нової втечі.
У 782 році Відукінд напав на правому березі Везера на франкське військо і знищив його. Карл помстився за свою поразку, стративши 4500 полонених саксів поблизу Вердена. Ця жорстокість викликала загальне повстання саксів під керівництвом Відукінда та Аббіона. Битва при Детмольді (783) не дала результатів, проте в іншій битві, на Газі, поблизу Оснабрюка, армія саксів була розгромлена. Відукінд і Аббіон побачили неможливість подальшого опору. Вони з'явилися в місто Аттіньї, в Шампані, і прийняли хрещення. З тих пір ім'я Відукінд більше не згадується в історії; але, за народним переказом, Карл звів його в саксонські герцоги і дав йому країну Енгерн. Він правив милостиво і справедливо зі свого замку поблизу Любека і загинув у 807 році у війні з Герольдом, герцогом Швабським.

## Нащадки
Достовірно відомо, що онук Відукінда Вальтбрехт заснував монастир Вільдесгаузен і що дружина короля франків Генріха I, Матильда, була з роду Відукінда.
Від Відукінда ведуть свій рід правителі Брауншвейга і Сардинії.

## Вшанування
Назва Вітекіндсберг носить одна з двох гір, що утворюють Вестфальські ворота.